# Saint-Puy
Saint-Puy è un comune francese di 595 abitanti situato nel dipartimento del Gers nella regione dell'Occitania.

## Società

### Evoluzione demografica
Abitanti censiti